# Oda Nobutada
En aquest nom japonès, el cognom és Oda.
Oda Nobuto (织田信忠, 1557 - 21 de juny del 1582) va ser el fill gran d'Oda Nobunaga i un samurai que va lluitar en nombroses batalles durant el període Sengoku de la història del Japó.
Nobuto va participar en diverses batalles sota l'autoritat del seu pare contra Matsunaga Hisahide i en contra del clan Takeda.
El 1582, el seu pare es va veure forçat a cometre seppuku quan un dels seus generals, Mitsuhide Akechi, el va trair durant l'Incident a Honnō-ji. Nobuto va fugir al castell Azuchi, on també es va encarar amb els homes d'Akechi i va ser obligat de la mateixa manera a cometre seppuku, de manera que va deixar el clan Oda sense un hereu clar, ja que el seu fill Oda Hidenobu només comptava amb 2 anys.